# Озерцы (Ровненский район)
Озерцы (укр. Озірці) — село в Березновской городской общине Ровненского района Ровненской области Украины.
До 2020 года входило в Березновский район.
Население по переписи 2001 года составляло 199 человек. Почтовый индекс — 34650. Телефонный код — 3653. Код КОАТУУ — 5620487602.